# Du cœur pour la Lettonie
Du cœur pour la Lettonie (en letton : No sirds Latvijai) est un parti politique conservateur letton.
Il est fondé le 5 mai 2014 par Inguna Sudraba, une ancienne fonctionnaire de la Cour des comptes. Le parti dépasse le seuil prévu lors des élections d'octobre 2014 à la Saeima et obtient sept députés. En revanche, lors des élections quatre ans plus tard, il obtient 0,84 % des voix et perd tous ses sièges au Parlement.

## Résultats électoraux

### Élections parlementaires
| Année | Votes  | %    | Députés | Rang | Statut     |
| ----- | ------ | ---- | ------- | ---- | ---------- |
| 2014  | 62 521 | 6,9  | 7 / 100 | 5e   | Opposition |
| 2018  | 7 114  | 0,84 | 0 / 100 | 9e   |            |